# Montegrossi
Montegrossi (già Montegrossoli) è una frazione del comune italiano di Gaiole in Chianti, nella provincia di Siena, in Toscana.

## Geografia fisica
Montegrossi è situata nel Valdarno Superiore, a nord-est di Gaiole in Chianti presso l'omonima altura di Monte Grossi (675 m s.l.m.). Presso la vetta del Monte Grossi si trova la grande cava della dorsale Chianti-Cetona, con calcareniti dell'Eocene medio-superiore, tra i 45 e i 35 milioni di anni fa.
La frazione comprende anche le piccole località di Ciona, Montelucci, Turicchi e la borgata di Badia a Coltibuono.

## Storia
L'abitato insediativo originario risale ai secoli VII-VIII e risulta citato per la prima volta nel 1007 in un documento dell'abbazia di Coltibuono, dove è testimoniata la presenza di un castello proprietà dei figli di Rodolfo, dai quali discesero i Firidolfi e i Ricasoli. Per questo la località divenne conosciuta anche come Poggio Rodolfo.
Distrutto dai fiorentini nel 1172, il castello di Montegrossi, o Montegrossoli, fu feudo dei Firidolfi e risulta citato in numerose vertenze circa i confini degli Stati di Firenze e di Siena, in quanto posizionato in una posizione strategica sul Chianti. Nel XIII secolo si erano inoltre venuti a formare due centri abitati dipendenti dal castello: Montegrossoli del Castelvecchio, nucleo originario, e Montegrossoli dei Firidolfi. Durante le guerre del XV secolo, il borgo e castello furono più volte attaccati. Nel 1530 le truppe di Carlo V entrarono a Montegrossi, uccisero l'intera popolazione e demolirono il castello.
Il paese conobbe una rinascita nel corso del XIX secolo, come borgo rurale del contado chiantigiano.

## Monumenti e luoghi d'interesse
Presso il paese di Montegrossi si trovano i ruderi dell'antico castello documentato all'XI secolo. Sull'altura rimangono la struttura del cassero con la torre e parte del recinto fortificato. Presso il castello si trovava anche una chiesa intitolata a San Tommaso e compresa nel piviere di Spaltenna.